# Тетраоксорутенат(VI) калия
Тетраоксорутенат(VI) калия — неорганическое соединение, 
соль металла калия и несуществующей рутениевой кислоты с формулой K2RuO4,
тёмно-зелёные кристаллы,
хорошо растворимые в воде,
образует кристаллогидраты.

## Получение
- Окисление кислородом рутения в расплаве едкого кали:

{\displaystyle {\mathsf {2Ru+3O_{2}+4KOH\ {\xrightarrow {500-600^{o}C}}\ 2K_{2}RuO_{4}+2H_{2}O}}}
- Окисление рутения в расплаве смеси едкого кали и калийной селитры:

{\displaystyle {\mathsf {Ru+2KOH+3KNO_{3}\ {\xrightarrow {400-500^{o}C}}\ K_{2}RuO_{4}+3KNO_{2}+H_{2}O}}}
- Разложение оксида рутения(VIII) в концентрированном растворе едкого кали:

{\displaystyle {\mathsf {2RuO_{4}+4KOH\ {\xrightarrow {100^{o}C}}\ 2K_{2}RuO_{4}+O_{2}\uparrow +2H_{2}O}}}

## Физические свойства
Тетраоксорутенат(VI) калия образует тёмно-зелёные кристаллы
ромбической сингонии, пространственная группа P nma, параметры ячейки a = 0,7673 нм, b = 0,6153 нм, c = 1,0564 нм, Z = 4,
структура типа сульфата калия β-K2SO4
.
Кристаллы парамагнитны до температуры 60 К при которой переходят в антиферромагнитное состояние.
Хорошо растворяется в воде.
Растворы неустойчивы и имеют оранжево-красный цвет.
Подщелоченные растворы устойчивы и выдерживают кипячение.
Образует кристаллогидраты состава K2RuO4•n H2O, где n = 1 и 2.

## Химические свойства
- Безводную соль получают сушкой кристаллогидрата:

{\displaystyle {\mathsf {K_{2}RuO_{4}\cdot H_{2}O\ {\xrightarrow {200^{o}C}}\ K_{2}RuO_{4}+H_{2}O}}}
- Реагирует с разбавленными кислотами:

{\displaystyle {\mathsf {3K_{2}RuO_{4}+4HCl\ {\xrightarrow {}}\ 2KRuO_{4}+RuO_{2}\downarrow +4KCl+2H_{2}O}}}
- Реагирует с концентрированными кислотами:

{\displaystyle {\mathsf {2K_{2}RuO_{4}+12HCl\ {\xrightarrow {100^{o}C}}\ 2K_{2}[RuCl_{6}]+O_{2}\uparrow +6H_{2}O}}}
- Легко окисляется, к примеру, хлором или гипохлоритом калия[2]:

{\displaystyle {\mathsf {K_{2}RuO_{4}+Cl_{2}\ {\xrightarrow {}}\ RuO_{4}+2KCl}}}
{\displaystyle {\mathsf {2K_{2}RuO_{4}+H_{2}O+KClO\ \xrightarrow {} \ 2KRuO_{4}\downarrow +KCl+2KOH}}}